# Condado de Powhatan
El condado de Powhatan (en inglés, Powhatan County) es un condado localizado en Virginia, Estados Unidos. Tiene una población estimada, a mediados de 2021, de 31 136 habitantes.
La sede del condado es Powhatan

## Geografía
Según la Oficina del Censo, el condado tiene un área total de 679 km², de la cual 674 km² son tierra y 5 km² son agua.

### Condados adyacentes y ciudades independientes
- Condado de Goochland (norte)
- Condado de Chesterfield (este)
- Condado de Amelia (sur)
- Condado de Cumberland (oeste)
- Condado de Henrico (este)

## Demografía
Según la Oficina del Censo, en 2000 los ingresos medios de los hogares del condado eran de $53,992 y los ingresos medios de las familias eran de $58,142. Los hombres tenían unos ingresos medios de $37,948 frente a $28,204 para las mujeres. Los ingresos per cápita para el condado eran de $24,104. Alrededor del 4.80% de la población estaba por debajo del umbral de pobreza.
De acuerdo con la estimación 2016-2020 de la Oficina del Censo, los ingresos medios de los hogares del condado son de $93,833 y los ingresos medios de las familias son de $106,445. Los ingresos per cápita en los últimos doce meses, medidos en dólares de 2020, son de $39,850. Alrededor del 4.8% de la población está por debajo del umbral de pobreza.

### Censo de 2020
Según el censo de 2020, en ese momento la población del condado era de 30 033 habitantes. 
| Raza                   | Núm.   | Porc.  |
| ---------------------- | ------ | ------ |
| Blancos                | 25 732 | 85.68% |
| Afroamericanos         | 2505   | 8.34%  |
| Amerindios             | 64     | 0.21%  |
| Asiáticos              | 169    | 0.56%  |
| Isleños del Pacífico   | 24     | 0.08%  |
| Otras razas            | 268    | 0.89%  |
| De una mezcla de razas | 1571   | 5.23%  |

Del total de la población, el 2.64% son hispanos o latinos de cualquier raza.

## Localidades
- Mosley
- Powhatan
- Provost